# 葉見泰
葉見泰，字夷仲。臨海（今浙江臨海）人。
葉兌之弟，洪武年間與楊大中、林右、王叔英、方孝孺等同被徵召。“束書翱翔燕京，袖出文章，諸公驚駭”，授高唐州判官，後隨朱亮祖部從事，悉用兵之道，屢立戰功。官終刑部主事。善草書，宋濂稱其“溫醇而有典則，高逸而有思度，其辭簡古，其神豐腴。”。有《蘭荘集》。 